# Contea di Eau Claire
La contea di Eau Claire (in inglese, Eau Claire County) è una contea dello Stato del Wisconsin, negli Stati Uniti. La popolazione al censimento del 2000 era di 93 142 abitanti. Il capoluogo di contea è Eau Claire.